# ヤマハ・XJ400

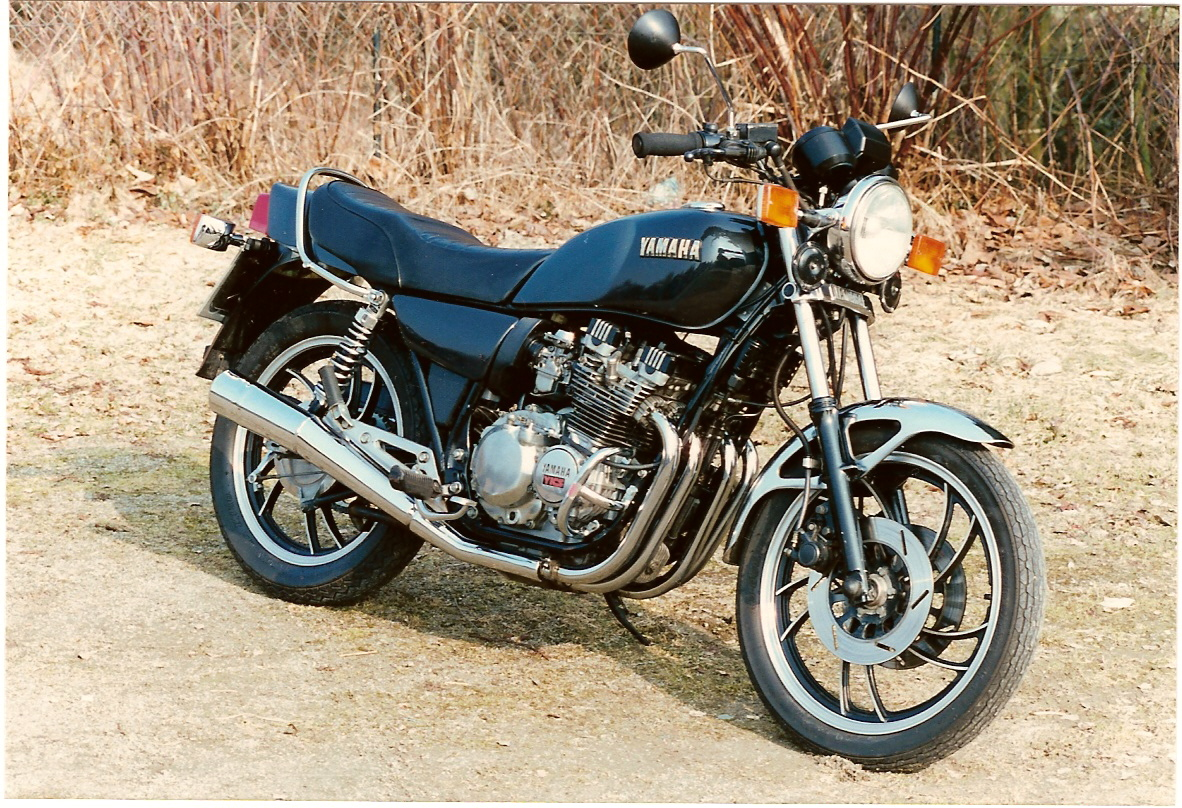
XJ400と同じ車体の輸出向けXJ550

ヤマハ・XJ（エックスジェイ）400は、かつてヤマハ発動機が日本国内向けに製造販売していた排気量400ccクラスのオートバイ。エックスジェイという表記を捩ってペケジェーと呼ぶ人もいる。
空冷エンジン搭載の第1世代モデルと水冷エンジン搭載の第2世代モデルと大別される。シリーズ車種として仕様が異なる数車種が生産された。

## 概要
XJ400は1980年6月に発売された。
400ccクラスのツインカム4気筒モデルとして先陣を切った1979年4月発売のカワサキ・Z400FXにいち早く対応し、ヤマハとしては初となる400ccDOHC4気筒モデルとして市場に投入された。ライバル車種には、先行していたZ400FXの他、後発のスズキ・GSX400F（1981年4月発売）やホンダ・CBX400F（1981年11月発売）などがある。
搭載された空冷DOHC2バルブ4気筒エンジンには、SUキャブと4-1-2方式の集合マフラーを採用し、45馬力を誇った。当時から今日に受け継がれるヤマハの「軽量・スリム・コンパクト」という設計思想に基づいて、セルモーターやジェネレーターがシリンダーブロックの背後に配置されており、エンジンは並列2気筒なみのコンパクトサイズを実現した。また、足つき性は良く、サスペンションのセッティングはややソフトながら、相応の安定性を発揮していた。XJ400はスタイルと操縦性にバランスが取れたヤマハらしい洗練されたスタイリングの高性能モデルだった。
XJ400は1980年代半ばに製造販売は終了となったが、1989年発売のカワサキ・ゼファーに端を発した1990年代のネイキッドブームを受け、事実上の後継車種と言える空冷DOHC4バルブ4気筒エンジン搭載のXJR400が1993年に発売されるに至った。

## モデル一覧

### 第1世代モデル
XJ400（I型）
機種コード：4G0。車体打刻開始番号：4G0-000101~。1980年6月発売。新車価格410,000円。
400ccDOHCフォアのトップセールスとなったXJのカラーリングはブリリアントレッドとクリスタルシルバーとニューヤマハブラックの3種類が用意されていた。1405mmの長いホイールベースはナナハン並みだが、乾燥重量はZ400FX（E3）より13kg軽い176kgで、アップライトなハンドルポジションと785mmの低いシート高による乗りやすさでファンを獲得した。
XJ400（II型）
機種コード：5M8。車体打刻開始番号：4G0-060101~。1981年4月発売。新車価格432,000円。
YICS（燃焼効率向上システム）を装備したマイナーチェンジモデル。それに伴いシリンダーヘッドカバーとクランクケースカバーにYICSのロゴ、ディスク板にスリットが加えられている。車体カラーの変更は無し。XJ400Dに対しXJ400Eとも記載される場合もある。
XJ400D
機種コード：5M9。車体打刻開始番号：4G0-070101~。1981年6月発売。発売当時の価格は452,000円。
左右2本の4本出しマフラー（正確には4-2-4方式）とマフラー後端のクリフカット形状が最大の特徴。乾燥重量は180kgとなった。YICSを装備し、XJ400（I型）よりも中速域の出力特性と燃費が向上された。またフロントのディスクローターは穴開きとなりエンジンはブラックアウト、ミラーが角型、セミエア・タイプのフロントフォーク、リアアジャスタブルダンパ、ヘッドライトに12V60/55WのH4ハロゲンバルブ（XJ400は12V50/40Wのシールドビーム）が採用された。
XJ400SPL
機種コード：5L8。車体打刻開始番号：4G0-050101~。1981年4月発売。発売当時の価格は465,000円。
クルーザー仕様モデルでプルバックハンドル、ティアドロップタンク、ショートマフラーなどを装備していた。ライバル車種にカワサキ・Z400LTD-II（空冷DOHC2バルブ4気筒エンジン搭載）がある。
XJ400L
機種コード：39N。車体打刻開始番号：4G0-300101~。1983年発売。
XJ400の教習車仕様。カラーはクリスタルシルバーのみ。
YSP Limited Version
XJ4000 - 機種コード：5M8。車体打刻開始番号：4G0-200101~。価格447,000円。カラーは白×赤（ホワイト×マキシムレッド）。
XJ400D - 機種コード：5M9。車体打刻開始番号：4G0-100101~。価格457,000円。カラーは白×赤（ホワイト×マキシムレッド）、白×青（ホワイト×パステルマキシマルーン）。
1982年発売。カラー変更のみ。同じYSP限定仕様車にXZ400、RZ250、RZ350がある。

### 第2世代モデル
XJ400Z / Z-S
1983年4月に発売された水冷エンジンが搭載されたモデル。水冷化された事で最高出力が55馬力に強化された。
新タイプのモノクロスサスとスタビ付きバリアブルダンパーのフォークが採用され、ネイキッドタイプのXJ400Zとショートカウルを装備したXJ400Z-Sの2タイプが用意された。
標準小売価格：515,000円（XJ400Z） / 538,000円（XJ400Z-S）
XJ400Z-E
1984年4月、ラインナップの車種整理とともにマイナーチェンジが施され、XJ400ZとXJ400Z-Sが販売を終了し、フレームマウントのアッパーカウルとアンダーカウルを装備したXJ400Z-Eが新たに発売された。
なお、同クラスの代替モデルであるFZ400RとFZ400Nが発売された後も、一定期間は並行して製造販売されていた。
標準小売価格：565,000円